# Campionatul Regional de Fotbal al României 1921-1922
Sezonul 1921–1922 al campionatului regional a reprezentat cea de-a doua ediție a acestei faze regionale din cadrul Campionatului Național de Fotbal al României. În această ediție s-au disputat șapte campionate districtuale, marcând apariția districtelor Arad și Brașov/Sibiu, precum și comasarea districtului Târgu Mureș cu districtul Cluj. Totodată, districtul Oradea/Satu Mare a fost redenumit, incluzând și echipe din zona Satu Mare.

## Campionate districtuale
| - Arad - Brașov/Sibiu | - București/Ploiești - Cernăuți | - Cluj/Târgu Mureș - Timișoara | - Oradea/Satu Mare |

## Clasamente

### Arad
| Loc | Echipa            | MJ | V | E | Î | GM | GP | DG  | Pct | Calificare sau retrogradare  |
| --- | ----------------- | -- | - | - | - | -- | -- | --- | --- | ---------------------------- |
| 1   | AMEFA Arad (C, Q) | 8  | 6 | 1 | 1 | 34 | 6  | +28 | 13  | Calificare în faza națională |
| 2   | SG Arad           | 8  | 3 | 3 | 2 | 10 | 11 | −1  | 9   |                              |
| 3   | CA Arad           | 8  | 3 | 3 | 2 | 11 | 16 | −5  | 9   |                              |
| 4   | Gloria CFR Arad   | 8  | 2 | 3 | 3 | 11 | 12 | −1  | 7   |                              |
| 5   | Stăruința Arad    | 8  | 0 | 2 | 6 | 3  | 24 | −21 | 2   |                              |

### Brașov/Sibiu
Sezonul de toamnă - Seria Brașov
| Loc | Echipa                        | MJ | V | E | Î | GM | GP | DG  | Pct | Calificare sau retrogradare        |
| --- | ----------------------------- | -- | - | - | - | -- | -- | --- | --- | ---------------------------------- |
| 1   | Brașovia Brașov (Q)           | 6  | 5 | 1 | 0 | 23 | 7  | +16 | 11  | Calificare în sezonul de primăvară |
| 2   | Harghita Odorhei Secuiesc (Q) | 6  | 5 | 0 | 1 | 11 | 6  | +5  | 10  | Calificare în sezonul de primăvară |
| 3   | Colțea Brașov (Q)             | 6  | 3 | 1 | 2 | 12 | 8  | +4  | 7   | Calificare în sezonul de primăvară |
| 4   | Olimpia Brașov (Q)            | 6  | 3 | 0 | 3 | 5  | 7  | −2  | 6   | Calificare în sezonul de primăvară |
| 5   | Ivria Brașov                  | 6  | 1 | 2 | 3 | 4  | 10 | −6  | 4   |                                    |
| 6   | RGM Brașov                    | 6  | 0 | 2 | 4 | 10 | 23 | −13 | 2   |                                    |
| 7   | Csíkszeredai AK               | 6  | 0 | 2 | 4 | 5  | 9  | −4  | 2   |                                    |

Sezonul de toamnă - Seria Sibiu
| Loc | Echipa              | MJ | V | E | Î | GM | GP | DG | Pct | Calificare sau retrogradare        |
| --- | ------------------- | -- | - | - | - | -- | -- | -- | --- | ---------------------------------- |
| 1   | Jehuda Sibiu        | 4  | 4 | 0 | 0 | 7  | 1  | +6 | 8   |                                    |
| 2   | SS Sibiu (Q)        | 4  | 2 | 1 | 1 | 9  | 3  | +6 | 5   | Calificare în sezonul de primăvară |
| 3   | SG Sibiu (Q)        | 4  | 1 | 2 | 1 | 6  | 6  | 0  | 4   | Calificare în sezonul de primăvară |
| 4   | Șoimii Sibiu        | 4  | 0 | 2 | 2 | 4  | 8  | −4 | 2   |                                    |
| 5   | Internațional Sibiu | 4  | 0 | 1 | 3 | 2  | 10 | −8 | 1   |                                    |

1. ↑  Nu este clar de ce Juhuda Sibiu nu a participat în sezonul de primăvară.

Sezonul de primăvară  
| Loc | Echipa                    | MJ | V | E | Î | GM | GP | DG | Pct | Calificare                   |
| --- | ------------------------- | -- | - | - | - | -- | -- | -- | --- | ---------------------------- |
| 1   | SS Sibiu (C, Q)           | 5  | 2 | 3 | 0 | 8  | 4  | +4 | 7   | Calificare în faza națională |
| 2   | Brașovia Brașov           | 5  | 2 | 2 | 1 | 11 | 7  | +4 | 6   |                              |
| 3   | Colțea Brașov             | 5  | 3 | 0 | 2 | 10 | 10 | 0  | 6   |                              |
| 4   | Harghita Odorhei Secuiesc | 5  | 2 | 1 | 2 | 6  | 7  | −1 | 5   |                              |
| 5   | SG Sibiu                  | 5  | 2 | 1 | 2 | 4  | 6  | −2 | 5   |                              |
| 6   | Olimpia Brașov            | 5  | 0 | 1 | 4 | 4  | 9  | −5 | 1   |                              |

### București/Ploiești
| Loc | Echipa                       | MJ | V | E | Î | GM | GP | DG  | Pct | Calificare sau retrogradare  |
| --- | ---------------------------- | -- | - | - | - | -- | -- | --- | --- | ---------------------------- |
| 1   | Tricolor București (C, Q)    | 12 | 8 | 3 | 1 | 35 | 12 | +23 | 19  | Calificare în faza națională |
| 2   | Venus București              | 12 | 7 | 2 | 3 | 17 | 6  | +11 | 16  |                              |
| 3   | Prahova Ploiești             | 12 | 6 | 3 | 3 | 13 | 13 | 0   | 15  |                              |
| 4   | Colțea București             | 12 | 4 | 4 | 4 | 12 | 15 | −3  | 12  |                              |
| 5   | Șoimii București             | 12 | 3 | 3 | 6 | 10 | 27 | −17 | 9   |                              |
| 6   | Triumf București             | 12 | 3 | 2 | 7 | 9  | 15 | −6  | 8   |                              |
| 7   | Sportul Studențesc București | 12 | 2 | 1 | 9 | 9  | 17 | −8  | 5   |                              |

### Cernăuți
| Loc | Echipa                  | MJ | V | E | Î | GM | GP | DG  | Pct | Calificare sau retrogradare  |
| --- | ----------------------- | -- | - | - | - | -- | -- | --- | --- | ---------------------------- |
| 1   | Polonia Cernăuți (C, Q) | 9  | 8 | 1 | 0 | 54 | 3  | +51 | 17  | Calificare în faza națională |
| 2   | Jahn Cernăuți           | 9  | 7 | 0 | 2 | 32 | 16 | +16 | 14  |                              |
| 3   | Dragoș Vodă Cernăuți    | 9  | 6 | 1 | 2 | 17 | 21 | −4  | 13  |                              |
| 4   | Maccabi Cernăuți        | 9  | 6 | 0 | 3 | 33 | 13 | +20 | 12  |                              |
| 5   | Dovbuș Cernăuți         | 9  | 4 | 2 | 3 | 17 | 9  | +8  | 10  |                              |
| 6   | Hakoah Cernăuți         | 9  | 4 | 0 | 5 | 21 | 22 | −1  | 8   |                              |
| 7   | Bucovinean Cernăuți     | 9  | 3 | 0 | 6 | 16 | 23 | −7  | 6   |                              |
| 8   | Poale Zion Cernăuți     | 9  | 1 | 2 | 6 | 9  | 25 | −16 | 4   |                              |
| 9   | Gwiazda Cernăuți        | 9  | 1 | 2 | 6 | 12 | 41 | −29 | 4   |                              |
| 10  | Internațional Cernăuți  | 9  | 1 | 0 | 8 | 9  | 47 | −38 | 2   |                              |

- (C) = Calificat la Turneul Național

### Cluj/Târgu Mureș
| Loc | Echipa               | MJ | V  | E | Î | GM | GP | DG  | Pct | Calificare sau retrogradare  |
| --- | -------------------- | -- | -- | - | - | -- | -- | --- | --- | ---------------------------- |
| 1   | Victoria Cluj (C, Q) | 14 | 10 | 2 | 2 | 20 | 12 | +8  | 22  | Calificare în faza națională |
| 2   | CS Târgu Mureș       | 14 | 10 | 2 | 2 | 44 | 9  | +35 | 22  |                              |
| 3   | Haggibbor Cluj       | 14 | 7  | 3 | 4 | 20 | 13 | +7  | 17  |                              |
| 4   | Universitatea Cluj   | 14 | 6  | 1 | 7 | 16 | 21 | −5  | 13  |                              |
| 5   | CA Cluj              | 14 | 4  | 4 | 6 | 13 | 22 | −9  | 12  |                              |
| 6   | CFR Cluj             | 14 | 4  | 2 | 8 | 13 | 21 | −8  | 10  |                              |
| 7   | CFR Târgu Mureș      | 14 | 2  | 4 | 8 | 8  | 19 | −11 | 8   |                              |
| 8   | MTE Târgu Mureș      | 14 | 2  | 4 | 8 | 10 | 27 | −17 | 8   |                              |

### Timișoara
| Loc | Echipa                    | MJ | V | E | Î | GM | GP | DG  | Pct | Calificare sau retrogradare  |
| --- | ------------------------- | -- | - | - | - | -- | -- | --- | --- | ---------------------------- |
| 1   | Chinezul Timișoara (C, Q) | 8  | 7 | 0 | 1 | 26 | 4  | +22 | 14  | Calificare în faza națională |
| 2   | CA Timișoara              | 8  | 6 | 0 | 2 | 16 | 8  | +8  | 12  |                              |
| 3   | Unirea Timișoara          | 8  | 4 | 0 | 4 | 13 | 14 | −1  | 8   |                              |
| 4   | RGM Timișoara             | 8  | 1 | 1 | 6 | 5  | 15 | −10 | 3   |                              |
| 5   | AVTK Timișoara            | 8  | 1 | 1 | 6 | 3  | 22 | −19 | 3   |                              |

### Oradea/Satu Mare
| Loc | Echipa                  | MJ | V  | E | Î  | GM | GP | DG  | Pct | Calificare sau retrogradare  |
| --- | ----------------------- | -- | -- | - | -- | -- | -- | --- | --- | ---------------------------- |
| 1   | Stăruința Oradea (C, Q) | 13 | 10 | 2 | 1  | 42 | 8  | +34 | 22  | Calificare în faza națională |
| 2   | CA Oradea               | 14 | 10 | 1 | 3  | 45 | 11 | +34 | 21  |                              |
| 3   | Înțelegerea Oradea      | 13 | 9  | 1 | 3  | 42 | 11 | +31 | 19  |                              |
| 4   | SE Satu Mare            | 13 | 8  | 3 | 2  | 20 | 10 | +10 | 19  |                              |
| 5   | SC Salonta              | 12 | 4  | 3 | 5  | 16 | 15 | +1  | 11  |                              |
| 6   | Bihorul Oradea          | 14 | 3  | 1 | 10 | 10 | 38 | −28 | 7   |                              |
| 7   | CA Carei                | 12 | 2  | 1 | 9  | 9  | 37 | −28 | 5   |                              |
| 8   | Stăruința Satu Mare     | 13 | 0  | 0 | 13 | 7  | 59 | −52 | 0   |                              |